# Breitenstein (Mühlviertel)
Der Breitenstein ist ein 956 m ü. A. hoher Berg im Mühlviertel in Oberösterreich. Er liegt nördlich des Gemeindezentrums von Kirchschlag bei Linz. Er ist ein Ausflugsberg nahe der Landeshauptstadt Linz. Auf seinem Gipfel befindet sich ein Gipfelkreuz und der Aussichtsturm, die Dr.-Walter-Amon-Warte.
Von der Amonwarte am bewaldeten Gipfel reicht der Blick über den Haselgraben nach Linz, nach Bad Leonfelden, zum Sternstein und zum Hansberg und bei klarer Sicht bis in die Alpen.
Einige Wanderwege führen zum Breitenstein, so z. B. von Kirchschlag, Hellmonsödt, Zwettl und Untergeng.
Am 30. September 1934 wurde das 15 m hohe Dollfuß-Kreuz als „Zeichen der Dankbarkeit für sein edles Werk der Kinderferienaktion“ eingeweiht.

## Amonwarte
Die 22 Meter hohe Aussichtswarte ist ein begehbarer Funkturm mit Plattform der OÖ Ferngas AG. Sie wurde 1980 errichtet und ist benannt nach dem ersten, 1957–1987 amtierenden Geschäftsführer der OÖ. Ferngas, Walter Amon.